# Абашев, Артём Ильдарович
Артём Ильдарович Абашев (род. 18 марта 1983, Чайковский, Пермская область) — российский пианист и дирижёр. Лауреат международных конкурсов. С сезона 2013/14 — дирижёр оркестра, а с сезона 2019/20 — главный дирижёр Пермского театра оперы и балета им. П. И. Чайковского. С сезона 2017/18 также выступает как приглашённый дирижёр Урал Оперы.

## Биография
В 2007 году окончил отделение специального фортепиано Казанской государственной консерватории им. Н. Г. Жиганова, в 2010-м — аспирантуру вуза (класс Эльфии Бурнашевой). Во время учёбы был стипендиатом Фонда Мстислава Ростроповича (стипендия Святослава Рихтера).
В качестве приглашённого солиста выступал совместно с такими коллективами, как Новосибирский филармонический оркестр, студенческий оркестр Казанской государственной консерватории, Государственный симфонический оркестр Республики Татарстан, Симфонический оркестр города Гроссето / Orchestra Sinfonica Città di Grosseto (Италия), Большой симфонический оркестр им. П. И. Чайковского.
Дебютировал в качестве дирижёра в концертных программах Государственного симфонического оркестра Республики Татарстан. В 2012 году . Кроме того, выступал с камерным оркестром «Новая музыка», созданным при Центре современной музыки Софии Губайдулиной (Казань). С 2014 года работает с греческим коллективом Kyklos Ensemble.
С сезона 2013/2014 — дирижёр Пермского театра оперы и балета, с сезона 2019/2020 — главный дирижёр театра. Как ассистент Теодора Курентзиса выступал в таких проектах, как «Королева индейцев» Пёрселла (2013), «„Зимний путь“ Шуберта» Цендера (2014), «Носферату» Курляндского (2014), С(h)oeurs на Международном Дягилевском фестивале (2014), Первая симфония Малера (Зальцбург, 2017) и «Милосердие Тита» Моцарта (Зальцбург, 2017; в Амстердаме дирижировал спектаклем лично, 2018).
Дирижирует репертуарными спектаклями пермского театра: «Травиата» Верди, «Богема» Пуччини, «Сказки Гофмана» Оффенбаха, «Князь Игорь» Бородина, «Евгений Онегин» Чайковского, опера «Оранго» и балет «Условно убитый» на музыку Шостаковича, «Золушка» Прокофьева, «Щелкунчик» и «Лебединое озеро» Чайковского, «Жизель» Адана, «Баядерка» Минкуса, «Шахерезада» Римского-Корсакова, а также два вечера: «Балеты Стравинского» («Поцелуй феи», «Петрушка» и «Жар-птица») и «Балеты Джерома Роббинса» («Времена года» на музыку Верди и «Концерт» на музыку Шопена).
Дирижёр концертных исполнений опер: «Пассажирка» Вайнберга (2014), «Диалоги кармелиток» Пуленка (2016), «Ариадна на Наксосе» Р. Штрауса (2016), «Любовь к трём апельсинам» Прокофьева (2018).
В декабре 2015 года выступил как дирижёр и пианист на концерте Большого симфонического оркестра Пермского театра оперы и балета, когда были исполнены Фортепианный концерт и Третья симфония Скрябина.
В апреле 2017 года под управлением Артема Абашева артисты Пермского балета представили «Лебединое озеро» на фестивале «Мариинский», а в ноябре — «Балеты Стравинского» на фестивале современной хореографии CONTEXT.Diana Vishneva (совместно с оркестром Московского Музыкального театра им. К. С. Станиславского и Вл. И. Немировича-Данченко).
Летом 2018 года дирижёр выступил на международном фестивале Les Étés de la Danse (Париж), приуроченном к 100-летию со дня рождения Джерома Роббинса. В сопровождении оркестра Prométhée под его управлением артисты Пермского балета исполнили «Времена года», а труппа The Joffrey Ballet — Glass Pieces.
В ноябре 2018 года принял участие в гастролях Пермского балета в Дублине, где артисты в сопровождении Национального симфонического оркестра RTÉ представили «Лебединое озеро».
С сезона 2017/2018 Артем Абашев — приглашённый дирижёр Урал Оперы (Екатеринбург) и ведёт спектакли: «Лебединое озеро», «Жизель» Адана, «Тщетная предосторожность» Гертеля, «Пахита» Дельдевеза, Минкуса, Красавина, «Ромео и Джульетта» Прокофьева, «Приказ короля» Королёва, «Волшебная флейта» Моцарта, «Летучий голландец» Вагнера, «Пассажирка» Вайнберга, «Сатьяграха» Гласса, «Три сестры» Этвёша и др.
В июне 2019 года выступил дирижёром на гастролях Урал Балета во Вьетнаме.
С сентября 2019 по январь 2022 года — главный дирижёр — музыкальный руководитель Пермского театра оперы и балета.

## Награды
- 2015: лауреат Международного конкурса пианистов в городе Алматы (Казахстан)[14]
- 2016: лауреат Международного конкурса пианистов им. Сергея Рахманинова (Лос-Анджелес, США)[15]
- 2018: лауреат Международного конкурса пианистов им. Александра Скрябина (Гроссето, Италия, и Москва, Россия)[16]